# Na kresach i za kresami
Na kresach i za kresami – zbiór wspomnień Mariana Karola Dubieckiego, wydany pierwszy raz w Kijowie w roku 1914. 
Książka obejmuje rozdziały:
- Stary dwór na Wołyniu, opisujący postać Podstoliny, wdowy po Łukaszu Rotharyuszu oraz jej majątek Samczyńce;
- Konfederat, o Harasymie szlachcicu zaściankowym z Bud lub Budek, położonych w Pobliżu Beresteczka i Haliczan, znającym opowiadającym o marszu Suworowa przez Wołyń oraz kampanii Napoleońskiej i o ogrodniku Hryćce, znającym szczegóły Bitwy Dwernickiego pod Boremlem;
- Gniazdo Reytana, o Annie z Reytanów Gieryczowej, zmarłej w roku 1857, autorce pamiętników, oraz jej opowiadaniach o rodzinnej Hruszówce;
- Dawny Żytomierz, zawierający dzieje tego miasta;
- J.I. Kraszewski w Żytomierzu (1853-1860), o pożegnaniu tego pisarza z Hubinem, Omelnem i innymi miejscami w których mieszkał i przeprowadzkę do domu przy ulicy Małej Cudnowskiej. Rozdział napisany w Krakowie w roku 1912;
- Emeryci, ze wspomnień o dawnym Żytomierzu. M. in. o nauczycielach Liceum Krzemienieckiego: Maksymilianie Jakubowiczu i Józefie Osieczkowskim;
- Ostatni z Sieniutów, o Leonie Sieniucie Lachowieckim (1871 - 1864), ostatnim przedstawicielu rodziny przez historyków od dawna uznawanej za wygasłą. Pisane w Irkucku w roku 1873;
- Nasze pamiątki w Charkowie, o mieście oraz jego uniwersytecie, w którym działali liczni Polacy. Pisane w roku 1877.